# Carl Ferdinand Peters

Carl Ferdinand Peters

Carl Ferdinand Peters, auch Karl Ferdinand Peters, (* 13. August 1825 in Schloss Liebshausen, Böhmen; † 7. November 1881 in Graz) war Arzt, Geologe, Mineraloge und Paläontologe.

## Leben und Wirken
Carl Ferdinand Peters wurde als Sohn des Amtmannes und Gutsdirektors Leopold Peters (1791–1855) und Karoline (geborene Reuß, Tochter von Franz Ambrosius Reuß) im Schloss Liebshausen nahe Libčeves geboren.
Peters studierte an der Universität Wien und schloss sich der dortigen Burschenschaft Arminia an. Am 27. März 1849 erhielt Carl Ferdinand Peters in Wien das Doktordiplom, welches im März 1850 noch durch einen chirurgischen Doktortitel ergänzt wurde. Nach dem Ende seiner medizinischen Ausbildungszeit entschied er sich, den Beruf des Arztes zugunsten der Erdwissenschaften nicht weiter auszuüben. Ab 25. Oktober 1850 wurde er darauf an der Realschule in Graz Lehrer für Naturgeschichte und Geographie. 1852 wechselte er als Hilfsgeologe an die von Kaiser Franz Joseph I. 1849 gegründete Kaiserlich-Königlich Geologische Reichsanstalt in Wien (heute Geologische Bundesanstalt). Mit den Arbeiten des Chefgeologen Marko Vincenc Lipold und seiner beiden Hilfsgeologen Dionýs Stur und Peters wurde von dort ab 1853 u. a. die grundlegende Erforschung des Tauernfensters vorangetrieben.
1854 habilitierte Peters schließlich und wurde am 15. November 1855 als Professor für Mineralogie an die Universität nach Pest berufen. Am 17. Februar 1861 erhielt er als ordentlicher Professor den Lehrstuhl für Geognosie an der Universität Wien. Die Ernennung zum Professor der Mineralogie und Geologie an der Universität Graz folgte am 28. Februar 1864. Im Studienjahr 1866/67 fungierte Peters als Dekan der dortigen philosophischen Fakultät.
Carl Ferdinand Peters wurde Ehrenmitglied der 1868 gegründeten Grazer akademischen Burschenschaft Arminia.
Aufgrund seines sich zunehmend verschlechternden Gesundheitszustandes stellte er im September 1881 den Antrag auf Eintritt in den bleibenden Ruhestand ab 1. Dezember 1881, starb dann jedoch bereits am 7. November 1881 im Alter von nur 56 Jahren.
Peters war in erster Ehe mit Anna Maria Blumfeld (1833–1864) verheiratet, der Ehe entstammen die Kinder Selma, Otto, Hubert, Martha und Theodor. Nach Annas Tod ehelichte Peters deren Schwester Leopoldine (1839–1892), dieser Ehe entstammen Guido und Erwin.

## Veröffentlichungen (Auswahl)
- Graz: Geschichte und Topographie der Stadt und ihrer Umgebung: Mit einem Anhange über Eisenerze, Braunkohlen, Braunkohlenflora, Mineralquellen und Curorte in der Steiermark. Graz 1875 (gemeinsam mit Franz Ilwof).
- Die Donau und ihr Gebiet: Eine geologische Skizze. Brockhaus. Leipzig 1876.